# Worms: Battle Islands
Worms: Battle Islands (с англ. — «Червяки: Боевые острова») — видеоигра серии Worms в жанре пошаговая стратегия и артиллерия, разработанная студией Team17 и изданная компанией THQ для консолей PlayStation Portable и Wii в ноябре 2010 года.

## Игровой процесс
Worms: Battle Islands выполнена в двухмерной графике. Игровой процесс аналогичен другим играм серии Worms — игрок управляет командой червяков. В арсенале представлено большое количество различного оружия, с помощью которого игрок должен победить вражескую команду. Ландшафт в игре разрушается при воздействии на него оружия.

## Оценки и мнения
| Сводный рейтинг | Сводный рейтинг | Сводный рейтинг |
| Издание         | Оценка          | Оценка          |
| Издание         | PSP             | Wii             |
| --------------- | --------------- | --------------- |
| GameRankings    | 72,77 %         | 61,92 %         |

Worms: Battle Islands получила в основном положительные отзывы критиков. На сайте GameRankings игра получила среднюю оценку 72,77 % для версии на PSP и 61,92 % на Wii.
Оценка игры GamesRadar — 7 баллов из 10, заявив, что она может быть лучшей из серии, но не сильно изменилась.